# Élections législatives guatémaltèques de 2007
Les élections législatives guatémaltèques de 2007 se sont tenues le 9 septembre 2007.

## Résultats
| Votants | Votants                  | Votants                  | 3 621 888 |             |                       |                       |
| |                          |                          |           |             |                       |                       |
| Bulletins enregistrés                                                                                             | Bulletins enregistrés    | Bulletins enregistrés    | 3 621 888 |             |                       |                       |
| Bulletins blancs ou nuls                                                                                          | Bulletins blancs ou nuls | Bulletins blancs ou nuls | 456 697   | 12,61 %     |                       |                       |
| Suffrages exprimés                                                                                                | Suffrages exprimés       | Suffrages exprimés       | 3 165 191 | 87,39 %     | 158 sièges à pourvoir | 158 sièges à pourvoir |
| |                          |                          |           |             |                       |                       |
| Liste |                          |                          | Suffrages | Pourcentage | Sièges acquis         | Var.                  |
| Union nationale de l'espérance (Unidad Nacional de la Esperanza, UNE)                                             |                          |                          | 721 988   | 22,81 %     | 48 / 158              | +16                   |
| Grande Alliance Nationale (Gran Alianza Nacional, GANA)                                                           |                          |                          | 522 480   | 16,51 %     | 37 / 158              | -10                   |
| Parti Patriotique (Partido Patriota, PP)                                                                          |                          |                          | 503 442   | 15,91 %     | 30 / 158              | +30                   |
| Front Républicain Guatémaltèque (Frente Republicano Guatemalteco, FRG)                                            |                          |                          | 310 038   | 9,8 %       | 15 / 158              | -28                   |
| Rencontre pour le Guatemala (Encuentro por Guatemala, EG)                                                         |                          |                          | 195 151   | 6,17 %      | 4 / 158               | +4                    |
| Parti Unioniste (Partido Unionista, PU)                                                                           |                          |                          | 192 983   | 6,1 %       | 8 / 158               | +1                    |
| Centre d'Action sociale (Centro de Acción Social, CASA)                                                           |                          |                          | 154 718   | 4,89 %      | 5 / 158               | +5                    |
| Partie de l'Avance Nationale (Partido de Avanzada Nacional, PAN)                                                  |                          |                          | 144 910   | 4,58 %      | 4 / 158               | -13                   |
| Union du Changement nationaliste (Union del Cambio Nacionalista, UCN)                                             |                          |                          | 128 593   | 4,06 %      | 4 / 158               | +4                    |
| Unité Révolutionnaire nationale Guatémaltèque-MAIZE (Unidad Revolucionaria Nacional Guatemalteca-MAIZ, URNG-MAIZ) |                          |                          | 103 480   | 3,27 %      | 2 / 158               | ±0                    |
| Développement intégral authentique (Desarrollo Integral Auténtico, DIA)                                           |                          |                          | 45 142    | 1,43 %      | 0 / 158               | -1                    |
| Union Démocratique (Unión Democrática, UD)                                                                        |                          |                          | 44 488    | 1,41 %      | 1 / 158               | -1                    |
| Nouvelle Alliance nationale (Alianza Nueva Nación, ANN)                                                           |                          |                          | 42 790    | 1,35 %      | 0 / 158               | -6                    |
| Front pour la Démocratie (Frente por la Democracia, EL FRENTE)                                                    |                          |                          | 28 798    | 0,91 %      | 0 / 158               | ±0                    |
| Démocratie-Chrétienne Guatémaltèque (Democracia Cristiana Guatemalteca, DCG)                                      |                          |                          | 26 190    | 0,83 %      | 0 / 158               | -1                    |